# Sint-Willibrordvereniging
De Sint-Willibrordvereniging (SWV) was een katholieke vereniging die tot doel had de oecumene te bevorderen en o.m. optrad als het officiële adviesorgaan van het Nederlands episcopaat inzake oecumene. Zij was in 1948 door reorganisatie ontstaan uit de in 1904 opgerichte Apologetische Vereniging Petrus Canisius. Het maandblad Kosmos en Oekumene werd onder haar beheer uitgegeven.
Op 1 januari 2001 ontstond de Katholieke Vereniging voor Oecumene uit een fusie van de Sint-Willibrordvereniging en Aktie en Ontmoeting Oosterse Kerken (AOK).